# Aeroporto di Kiev-Žuljany
L'Aeroporto di Kiev-Žuljany (IATA: IEV, ICAO: UKKK) (in ucraino: Міжнародний аеропорт «Київ») è il secondo aeroporto di Kiev dopo l'Aeroporto di Kiev-Boryspil'.

## Descrizione
È situato a sud della città, nel quartiere Žuljany. L'aeroporto dispone di due terminal: il Terminal A per i voli internazionali e il Terminal B per quelli domestici. La compagnia low cost ungherese Wizz Air oltre ad altre compagnie a basso costo, charter e regionali vi operavano prima dell'invasione russa in Ucraina del 2022, che ha causato la momentanea chiusura di tutti gli aeroporti ucraini ai voli di linea.

## Statistiche

### Numero dei passeggeri
Questo grafico non è disponibile a causa di un problema tecnico.
Si prega di non rimuoverlo.
Vedi la query Wikidata di origine.